# 15 tháng 7
Ngày 15 tháng 7 là ngày thứ 196 (197 trong năm nhuận) trong lịch Gregory. Còn 169 ngày trong năm.

## Sự kiện
- 649  – Thái tử Lý Trị lên ngôi hoàng đế triều Đường, tức Đường Cao Tông.
- 1099 – Thập tự chinh thứ nhất: Binh sĩ Kitô giáo chiếm Nhà thờ Mộ Thánh tại Jerusalem từ Đế quốc Fatima Hồi giáo.
- 1240 – Quân Novgorod dưới quyền Aleksandr Nevsky đánh bại quân Thụy Điển trên sông Neva.
- 1741 – Aleksei Chirikov trông thấy vùng đất tại Đông Nam Alaska, ông phái người vào bờ và họ trở thành những người châu Âu đầu tiên viếng thăm Alaska.
- 1799 – Các binh sĩ Pháp phát hiện ra Phiến đá Rosetta ở gần thành phố cảng Rosetta thuộc Ai Cập.
- 1870 – Công ty Vịnh Hudson chuyển giao Đất Rupert và Lãnh thổ Tây Bắc cho Canada, đây là lần khuếch trương lãnh thổ lớn nhất trong lịch sử Canada.
- 1903 - Ford Motor nhận đơn hàng đầu tiên.
- 1910 – Emil Kraepelin đặt tên cho căn bệnh Alzheimer theo tên đồng nghiệp ông, bác sĩ tâm thần và thần kinh học Alois Alzheimer.
- 1916 – William Boeing hợp thành tổ chức Công ty Sản phẩm Hàng không Thái Bình Dương tại Seattle, Washington, Hoa Kỳ, tiền thân của hãng Boeing.
- 1922 – Đảng Cộng sản Nhật Bản được thành lập trong một cuộc họp tại phủ Tokyo, đương thời là một chính đảng bất hợp pháp.
- 1966 – Quân đội Hoa Kỳ và Việt Nam Cộng hòa phát động Chiến dịch Hastings nhằm ngăn chặn một đợt tấn công của Quân đội Nhân dân Việt Nam qua khu phi quân sự chia cắt hai miền.
- 2003 – AOL Time Warner giải thể Netscape, Quỹ Mozilla được thành lập nhằm đảm bảo Mozilla có thể tồn tại mà không cần Netscape.

## Sinh
- 1922 – Mai Chí Thọ, Đại tướng đầu tiên của Công an Nhân dân Việt Nam
- 1926 – Trần Bạch Đằng, nhà chính trị, nhà văn Việt Nam
- 1606 – Rembrandt, họa sĩ danh tiếng người Hà Lan
- 1909 – Hoài Thanh, nhà phê bình văn học nổi tiếng người Việt Nam
- 1910 – Nguyễn Duy Trinh, chính khách Việt Nam, Phó thủ tướng kiêm Bộ trưởng Bộ Ngoại giao.
- 1998 - Cheng Xiao người Trung Quốc ,ca sĩ, diễn viên thành viên nhóm nhạc nữ Cosmic Girls.
- 2004 -  Bessie, thành viên nhóm nhạc K-POP
- 2000-  Julio Peña , diễn viên , ca sĩ người Tây Ban Nha

## Mất
- 1855 - Anrê Nguyễn Kim Thông, tín hữu Công giáo Việt Nam,được Giáo Hoàng Giao Phaolo II phong hiển thánh năm 1988
- 1888 – Nguyễn Phúc Miên Hoang, tước phong Kiến Phong Quận công, hoàng tử con vua Minh Mạng (s. 1836)
- 1895 – Nguyễn Phúc Hồng Kiện, tước phong An Phước Quận vương, hoàng tử con vua Thiệu Trị (s. 1837)
- 1904 – Antôn Paplôvich Sêkhốp là nhà vǎn nổi tiếng Nga (s. 1860)
- 1907 - Thu Cẩn, thi sĩ, nhà cách mạng Trung Quốc (sinh năm 1875).
- 2017 – Maryam Mirzakhani, nhà toán học người Iran, phụ nữ đầu tiên nhận huy chương Fields năm 2014 (s. 1977).
- 2011 - Đặng Văn Quang, Trung tướng Quân lực Việt Nam Cộng hòa

## Những ngày lễ và kỷ niệm
- Lễ Vu Lan vào ngày Rằm tháng 7 tức ngày 15/7 Âm lịch.
- Ngày truyền thống lực lượng Thanh niên xung phong Việt Nam.